# Асенси, Висенте
Висе́нте Асе́нси Альбенто́са (исп. Vicente Asensi Albentosa; род. 28 января 1919, Алькудия-де-Креспинс, Валенсия — 2 сентября 2000, Валенсия) — испанский футболист.
В историю клуба «Валенсия» Висенте Асенси вошёл как один из футболистов легендарной «электрической атаки» (исп. delantera eléctrica) 40-х годов XX века. Воспитанник валенсийского футбола, Асенси всю свою карьеру провёл в воспитавшем его клубе, отдав «Валенсии» в общей сложности 14 лет.

## Клубная карьера
Воспитанник футбольного клуба «Валенсия», Висенте Асенси дебютировал в Примере в 1940 году, в пятёрке форвардов клуба, вошедшей в историю испанского футбола как «электрическая атака» (Мундо, Горостиса, Эпи, Амадео, Асенси), выступая на позиции левого инсайда. Уже в дебютном сезоне молодой форвард завоевал первый из своих трофеев, став в составе «Валенсии» победителем Кубка Испании. В сезоне 1941/42, первом чемпионском сезоне «Валенсии», на счету Асенси 18 мячей из 81, забитого нападающими клуба.
Начав карьеру как нападающий, в дальнейшем Висенте Асенси переместился в полузащиту. Последние годы футболист провёл уже как защитник, таким образом успев сыграть за клуб на всех позициях (кроме вратарской).
Карьеру профессионального футболиста Висенте Асенси закончил в 1952 году, все 12 лет проведя в футболке «Валенсии». К этому времени в копилке завоёванных им трофеев были три титула чемпиона Испании и два Кубка страны.

## Карьера в сборной
В национальной сборной Висенте Асенси дебютировал в 1945 году, в матче против сборной Португалии. Последним матчем игрока за «Красную фурию» стал матч чемпионата мира 1950 года, в котором испанцы уступили сборной Швеции 1:3 (таким образом лишившись медалей чемпионата).
| № | Дата          | Место проведения     | Соперник   | Счёт | Голы | Турнир              |
| 1 | 6 мая 1945    | Ла-Корунья, Испания  | Португалия | 4:2  | -    | Товарищеский матч   |
| 2 | 12 июня 1949  | Дублин, Ирландия     | Ирландия   | 4:1  | -    | Товарищеский матч   |
| 3 | 19 июня 1949  | Париж, Франция       | Франция    | 5:1  | -    | Товарищеский матч   |
| 4 | 2 апреля 1950 | Мадрид, Испания      | Португалия | 5:1  | -    | Отбор к ЧМ-1950     |
| 5 | 9 апреля 1950 | Лиссабон, Португалия | Португалия | 2:2  | -    | Отбор к ЧМ-1950     |
| 6 | 16 июля 1950  | Сан-Паулу, Бразилия  | Швеция     | 1:3  | -    | Чемпионат мира 1950 |

Итого: 6 матчей / 0 голов; 4 победы, 1 ничья, 1 поражение.

## Тренерская карьера
Тренировал клубы «Онда» и «Кастельон».

## Достижения
- Чемпион Испании (3): 1942, 1944, 1947
- Обладатель Кубка Испании (2): 1941, 1949